# Saint-Didier (Ille-et-Vilaine)
Saint-Didier (Bretonisch: Sant-Ider; Gallo: Saent-Didier) ist eine französische Gemeinde mit 2.030 Einwohnern (Stand: 1. Januar 2022) im Département Ille-et-Vilaine in der Region Bretagne; sie gehört zum Arrondissement Fougères-Vitré und zum Kanton Châteaugiron. Die Einwohner werden Déodatiens genannt.

## Geographie
Saint-Didier liegt etwa 23 Kilometer östlich von Rennes. Die Vilaine begrenzt die Gemeinde im Norden. Umgeben wird Saint-Didier von den Nachbargemeinden Saint-Jean-sur-Vilaine im Norden, Cornillé im Osten, Louvigné-de-Bais im Südosten und Süden, Domagné im Südwesten und Westen sowie Châteaubourg im Westen und Nordwesten.
Durch die Gemeinde verläuft die Route nationale 157.

## Bevölkerungsentwicklung
| Jahr                       | 1962 | 1968 | 1975 | 1982 | 1990 | 1999 | 2006 | 2013 | 2020 |
| Einwohner                  | 679  | 652  | 679  | 859  | 1055 | 1275 | 1590 | 1919 | 2025 |
| Quellen: Cassini und INSEE |      |      |      |      |      |      |      |      |      |

## Sehenswürdigkeiten

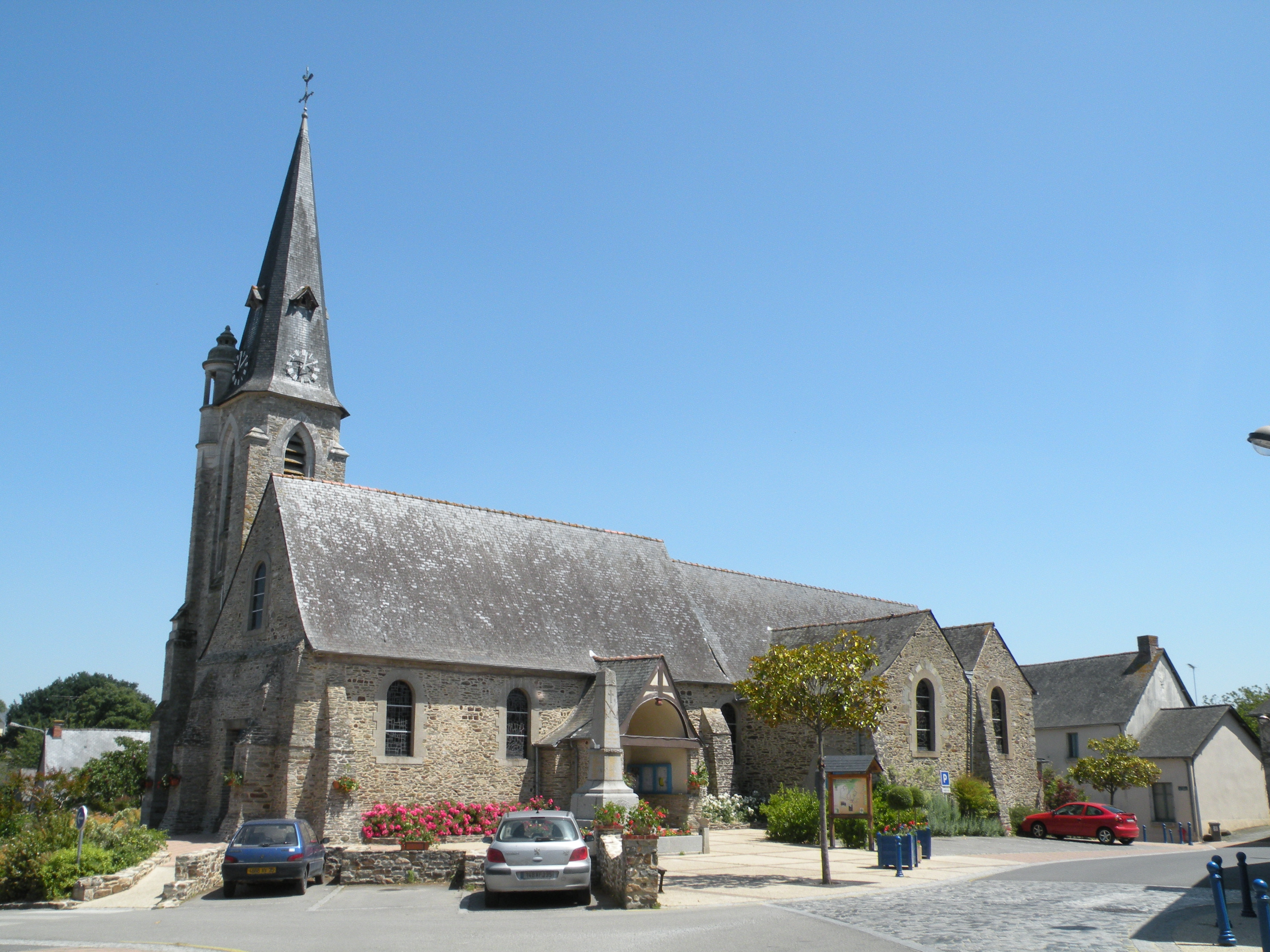
Kirche Saint-Didier-et-Saint-Golven
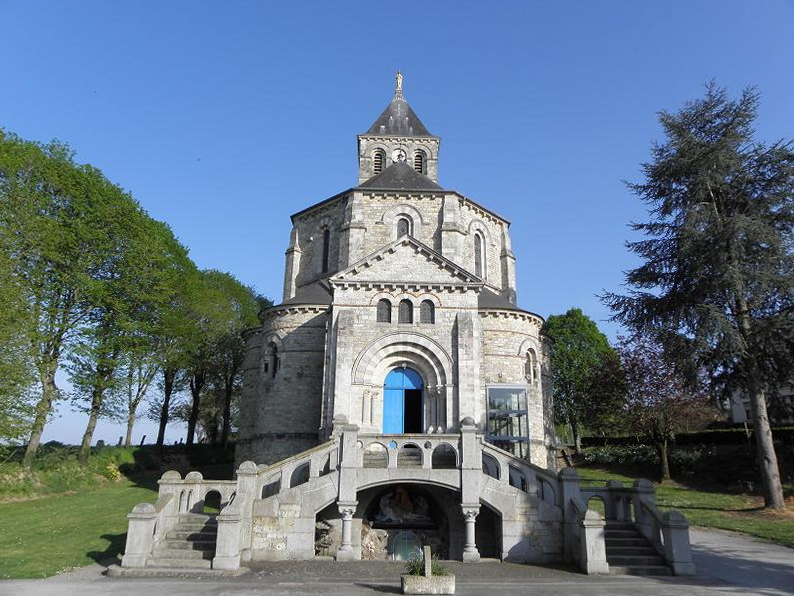
Kapelle Notre-Dame-de-la-Peinière aus dem 19. Jahrhundert
- Kapelle Saint-Trottin
- Schloss La Morandière
- Herrenhaus Fouesnel
- Herrenhaus Saud-Cour
- Herrenhaus La Touche

- Kirche Saint-Didier-et-Saint-Golven
- Kapelle Notre-Dame-de-la-Peinière